# 聖飢魔II〜悪魔が来たりてヘヴィメタる
『聖飢魔II〜悪魔が来たりてヘヴィメタる』（せいきまつ～あくまがきたりてヘヴィメタる）は、日本のヘヴィメタルバンドである聖飢魔IIの第一大教典。
魔暦紀元前14年（1985年）9月21日にCBS・ソニーのFITZBEATレーベルから発布され、1作目のオリジナル・アルバムとなった。早稲田フォークソングクラブにて結成された聖飢魔IIの地球デビュー盤であり、作詞および作曲はデーモン小暮およびダミアン浜田が担当、プロデュースはフュージョンバンドであるプリズムに所属していた渡辺建が担当している。
CBS・ソニー主催のコンテスト「C.S.オーディション」にて特別賞を獲得した聖飢魔IIであったが、デビュー決定後にバンド創設者である浜田が脱退を表明、幾度かのメンバーチェンジを経て発布に漕ぎつけることが出来た作品。
音楽誌『BURRN!』誌上において編集長の酒井康から0点という最低の評価を付けられた作品であるが、オリコンアルバムチャートでは最高位第30位となり、最終的な売り上げはデビュー盤にして日本のヘヴィメタル史上初めて10万枚を超えた作品となった。

## 背景
聖飢魔IIは1982年末に早稲田フォークソングクラブ (WFS) 内においてダミアン浜田を中心に結成された。結成以前には浜田の呼びかけにより、デーモン小暮がボーカルではなくエース清水がドラムスを担当するバンドが実験的に結成されており、その実験を経て浜田（ギター）、小暮（ボーカル）、清水（ドラムス）、ゾッド星島（ベース）の4名で「は・は・は・は・はまださんバンド」というバンドが結成された。演奏曲目は「悪魔組曲・作品666番・ニ短調」で、当時フュージョンなどが主流であったWFSにおいてヘヴィメタルを愛好していた浜田は浮いた存在であり、「は・は・は・は・はまださんバンド」も一度きりの結成の予定がクラブ内で強い存在感を発揮したことから後に様々なコンテストに出場することとなった。小暮曰くコンテストへの出場の理由は、大学4年となり引退扱いとなる構成員がいたことから卒業までバンド活動を継続するための大義名分が必要であったこと、またプロになることを目的とした訳ではなく単純に「世間的にはどんな反応になるんだろう?」という好奇心があったこと、そして小暮自身は当時演劇やお笑い、サンプラザ中野とともに小暮も在籍していたスーパースランプなどいずれかの活動で世に出るつもりであったためであるという。また清水は当時すでにプロのギタリストとしてつのだ☆ひろが結成したバンド「Jap's Gap's」に参加していたためにコンテストには出場できず、代わりにジード飯島がギターを担当することになった。
1983年4月には新入生歓迎コンサートが行われたが、内輪の発表会ではなく外部の観客が訪れる同コンサートにおいて「は・は・は・は・はまださんバンド」というバンド名が相応しくないと判断した小暮はバンド名の変更を提案、バンド名の候補として「GOD HAND」「世紀末」「魔殺（まさい）」などが挙げれられたが数秒の内に浜田は「世紀末」を選択した。その後「世紀末」という名前に疑問を持った浜田は当て字にすることを考案、「聖飢魔II」もしくは「聖奇魔II」とする案を小暮に提案し、小暮が「聖飢魔II」を選択したことからバンド名が決定することになった。しかし結成から1年経過した1983年末、浜田が教師として就職することになったため解散が決定、1984年4月22日の渋谷屋根裏にて解散ミサ「断末魔の叫び」が行われた。同時期にスーパースランプとしても活動していた小暮はこれを機に聖飢魔IIとしての活動を終了する予定であった。当時数々の音楽コンテストにアマチュアバンドとして出場していた聖飢魔IIは、以前テープ審査に応募していた「マツダカレッジサウンドフェスティバル」から審査通過の知らせが届き、東京地区大会へ出場するためのライブ審査への出場を打診される。すでに解散ミサを行った後であったが、審査会場で演奏するだけという理由から最後の演奏のつもりでライブ審査への出場を浜田が承諾する。しかし構成員の思惑とは異なりライブ審査も通過したために東京地区大会への出場を促され、すでに解散を発表していたため周囲の人間に対して「今度こそ最後ですから」と声明を発表する事態となった。
1984年6月27日に日本青年館にて開催された「マツダカレッジサウンドフェスティバル」の決勝大会において、聖飢魔IIの演奏は会場では盛況だったものの賞を獲得することもなく終了し、ようやく解散する運びとなった。しかし審査員を務めていたCBS・ソニー所属の音楽プロデューサーであるサテュロス丸沢から小暮に対して電話で聖飢魔IIを手掛けたいとの連絡があり、そのためには形式上ソニーが開催しているコンテストに出場して賞を獲得して欲しいと打診されることとなった。すでにバンドを脱退し非常勤講師として就業していた浜田も仕事のペースが確定していたことから、1年程度は音楽活動が可能となる見通しが立っていた。これを受けて1984年8月18日に渋谷屋根裏にて「魔王凱旋」と題したミサが行われ、さらに同日には丸沢が所属するCBS・ソニー主催のオーディションである「C.S.オーディション」の一環となるSDライブが行われることとなった。聖飢魔IIから脱退していた清水は、つのだのマネージャーに許可を得て同日のライブからギタリストとして復帰することになった。「C.S.オーディション」における聖飢魔IIの演奏は審査員に大きく受け入れられ、特別賞を獲得する運びとなった。聖飢魔IIに対してはEPIC・ソニーを始めとした他部署からも担当を希望する声が挙がっていたが、過去に尾崎豊やレベッカを手掛けていた丸沢は、「自分でやる。自分でなきゃできない」とSD事業部の次長に直訴したことから丸沢が聖飢魔IIの初代ディレクターを担当することになった。聖飢魔IIの正式なデビューが決定されたものの、主要構成員であった浜田が「プロになるような実力は持っていない」という理由から改めてバンド脱退を表明、メンバーチェンジによって芸風に変化が訪れることを危惧した丸沢であったが、小暮の存在があれば問題ないとの判断を下すこととなった。

## 録音、制作
地球デビューが正式に決定しデモテープ制作も進めていた中、浜田に続き飯島もプロへの道を進む気がないと発言し、代わりにギタリストとしてガンダーラ金子、ドラマーとしてジャギ古川が参加することになった。1985年2月17日に中野サンプラザで開催されたフィルムコンサートのミサでは古川および金子が構成員として参加。デビューに当たってレコード会社は決定したものの所属事務所が確定していなかったが、会社に協力していた音楽誌『YOUNG GUITAR』編集長の山本隆士が丸沢にミュージックチェイスを紹介したことから所属事務所が決定する。しかしまたも構成員の問題が浮上し、自身の演奏がバンドに合っていないという理由で金子と古川がバンドから脱退する。デビューまで3～4か月しかなく、本作が9月に発布されることが決定していた中で、バンドは急遽新たな構成員を集める必要性に迫られる事態となる。國學院大學の新入生であったジェイル大橋は、1985年4月14日に日比谷野外音楽堂にて開催された聖飢魔IIのミサを観覧し、「このバンド、俺が入らなければいけない」と思っていたと述べており、小暮からオーディションへの参加を促され、オーディションの選抜では大橋とルーク篁が最後に残り、結果として大橋が構成員として選定されることになった。また、当時早稲田大学内の別サークルであった「トラベリング・ライト」に所属していたライデン湯沢に対して小暮がオーディションへの参加を促し、夜中に五反田のペンタスタジオで行われたオーディションにて正式に構成員として加入することが決定した。
本作に収録されている「悪魔組曲」は聖飢魔IIの結成以前に浜田によって制作された楽曲であり、楽曲を披露するために1982年末に小暮が構成員を集めることとなった。同曲は「RAY」というバンドのために制作されており、当時飯島や星島などとともに「独禁バンド」に所属していた小暮は参加していなかった。その後「独禁バンド」を脱退することになった小暮は浜田の下で聖飢魔IIを結成することになり、「悪魔組曲」の原曲となる「DEAD SYMPHONY」や「JACK THE RIPPER」の原曲となる「衝動殺人者RAY」などを演奏していた。聖飢魔IIの構成員集めは浜田の意向によって小暮が行うことになったが、小暮は当初ボーカルとしては選定されておらず、第三候補にされていた。第一および第二候補がバンドへの参加を断ったため、小暮が浜田に「俺じゃダメですか」と直訴したことからボーカルとして選定されることになった。浜田は当初聖飢魔IIとして悪魔のファンタジー・ワールドを展開する予定であったが、小暮が参加したことにより「説教メタル」という内容に変化していくことになった。レコーディングは1985年6月から開始されたが、小暮の父親は顔を合わすたびに「そろそろ就職活動で、スーツ作んなきゃいけないね」と発言しており、その後ミュージシャンへの道を歩み始めた小暮は父親と絶縁状態となったために半年から一年程度は全く口を利かない期間が続いたという。

## 音楽性とテーマ
本作のCDブックレットには以下のメッセージが記載されている。
今から10万年前、宇宙は神々によって支配されていた。世はまさに平和を絵に描いたようなのどかな時代であった。だが、そのような時代の中に破壊、殺戮、略奪を美徳とする悪魔の軍団、デーモン一族が現われた。彼らは天上天下の万物を粉砕し、神さえも処刑した。それに激怒した全知全能の神ゼウスは、彼らを闇と静寂の国に閉じ込めたのであった。しかし、遥かな時を経過した世紀末の今、神ゼウスの力に翳りが見えはじめ、同時に悪魔の国に異変が生じた。そうなのだ! あのデーモン一族が自らの魔力によって暗闇から脱出し、10万年ぶりに再び蘇ったのだ! そして今、彼らは“聖飢魔II”と名のるロックバンドに姿を変え、ゼウスへの報復と全世界にはびこる「善」を抹殺するために活動を開始した。それによって聖飢魔II現われる所、各地のコンサート会場、ライブハウスは修羅場と化し、人々は断末魔の叫びとともに腹をよじられながら処刑されているのだ。このCDは彼らの凱旋ののろしをあげる記念すべき悪魔の招待状なのだ。さあ熱心な悪魔教の信者となり、楽しく暮そうではないか。ただし耳が腐っても知らん。 —『聖飢魔II〜悪魔が来たりてヘヴィメタる』CDブックレットより
本作に対して小暮は後年、「地球デビューということでの思い入れはあるものの、振り返って聴いてみると、音や歌の部分で、迫力に欠ける印象がある」と述べているが、「地獄の皇太子」「ROCK IN THE KINGDOM」「悪魔組曲」など後に至るまでミサにおける演奏頻度が高い楽曲が多く収録されているとも述べている。自身の歌唱に関しては経年により技術的に向上したこともあり、本作における歌唱に関しては「やはり初期の歌い方の非常にアマチュア的な部分を感じる。稚拙な表現とかも感じるね。技術的な部分で言うと、あまり上手くないなと思う（笑）」とコメントしている。小暮はバンドがメジャー・デビューする際にはアマチュア時代にある程度のライブ経験を経て20曲程度の持ち歌を持っていることが通常であり、ほとんどのバンドは2枚目のアルバムまではアマチュア時代の貯蓄を使用して作品作りを行うものであると主張、しかし聖飢魔IIはメイン・コンポーザーであった浜田がプロ・デビューを果たさずに脱退したことが特殊であったと述べている。そのような状況下で通常であればアマチュア時代の貯蓄を使い果たした時点でバンドは行き詰まり、早期に解散することも想定されたが聖飢魔IIは第三大教典以降も新たに加入した構成員が作曲する能力を有していたことから、小暮は「そこが聖飢魔IIの面白いところだ」と述べている。本作収録曲の選曲は当時抱えていた自作曲の中から、完成度の高い楽曲をプロデューサーである渡辺建が選定したのではないかと小暮は述懐し、当時レコード制作に関する知識を有していなかったために自身はあまり関わっていなかったことから、「あんまり自分達で作ったんだっていう感覚がないのかもしれない（笑）。人任せで作っている部分が多かったね」と述べている。
清水は当時ヘヴィメタルに対して否定的な視点を持っていたため、浜田が真面目に制作した楽曲ではあるものの自身の中に取り込み面白さを意識した上で確信犯的に演奏していたと述べている。当時放送されていた日本テレビ系バラエティ番組『天才・たけしの元気が出るテレビ!!』（1985年 - 1996年）において「ヘヴィメタ歌合戦」というコーナーがあり、横森良造がアコーディオンを演奏する横で奇抜な衣装を着たボーカリストが絶叫するという内容を清水は愛好しており、司会のビートたけしがヘヴィメタルをお笑いの素材として捉えていることを好意的に受け止め、聖飢魔IIにおいてはお化け屋敷のような面白さを導入しながらも音楽的には手を抜かずに格好良さをアピールすることを念頭に活動していたと述べている。第三大教典『地獄より愛をこめて』（1986年）から聖飢魔IIに参加したゼノン石川は、聖飢魔IIのサウンドの在り方を勉強するために聴いた教典であり、本作および第二大教典『THE END OF THE CENTURY』を聞いた上で構成員とセッションを行ったところ想像と全く違っていたと述べている。第四大教典『BIG TIME CHANGES』（1987年）から聖飢魔IIに参加したルーク篁は本作の段階では本領が発揮されていないと指摘、また楽曲のアレンジがスマートになり過ぎているために本来のダミアン節が薄れているとも指摘している。その上で「その辺のねじ曲がり方が逆に面白いところではあるんだけどね。でも楽曲的には今も代表曲としてやっている曲が入っていて、ミサの1曲目とか最後とかにやるような曲ばかりなんで、やっぱり面白いことは間違いない」とも述べている。

## 楽曲

### Side One
1. 「魔王凱旋」
ヤマハ主催のアマチュアバンドコンテストである「EastWest」に出場したことを切っ掛けとして、神楽坂のライブハウス「EXPLOSION」に出場することになったため、レパートリーを増やす目的で「地獄の皇太子」と同時に制作された[35]。制作当初は「聖飢魔IIのテーマ」というタイトルであった[35]。
2. 「地獄の皇太子」
小暮が初めて作詞および作曲を担当した曲[36]。2作目の極悪集大成盤『1999 BLACK LIST』（1999年）に収録された同曲はキーを半音下げた状態で歌唱していると小暮は述べており、半音程度では声の聴こえ方は変わらないはずであるものの本作収録バージョンでは甲高い声に聴こえるのは歌唱法の問題であるとも述べている[21]。LP盤のバックカバーの楽曲解説では「魔王凱旋～地獄の皇太子」とタイトルがまとめられており、「地獄の魔王がやってくる。恐ろしいことだ」と記載されている[1]。
3. 「ROCK IN THE KINGDOM」
制作当初は「ROCK IN THE FREEDOM」というタイトルであったが、デビューに当たって歌詞やタイトルを見直した際に「freedom」という単語の前に「the」はつかないことから改題されることになった[36]。当初の「ROCK IN THE FREEDOM」というタイトルのみ浜田が考案し、歌詞はすべて小暮が行ったことから作詞と作曲を分担した初めての楽曲となった[36]。当初は全英語詞であったが浜田脱退直前に日本語詞が制作され、デビュー時に日本語と英語が混合した歌詞へと変更された[36]。湯沢が聖飢魔IIのオーディションを受けた際に演奏した楽曲であったため、思い入れのある楽曲であると述べている[34]。LP盤のバックカバーの楽曲解説では「ROCKは地獄の掟。魔王の国は活気に満ちている」と記載されている[1]。
4. 「X・Q・JONAH」
聖飢魔II結成後に制作された曲であり、デビュー以前は「エクスキュースナー」というタイトルであった[37]。本曲は漫画『虹をよぶ拳』（1969年 - 1971年）に登場した「エクスキュースナー・バカンボ」に触発され、当初は「死刑執行人」という曲名で制作された[38]。しかし本作制作中にCBS・ソニー側が死刑執行人を意味する「エクスキュースナー」というタイトルに難色を示したため、「X・Q・JONAH」というタイトルに変更された[39]。浜田はタイトルの意味についてXは正体不明のX、QはTBS系特撮テレビドラマ『ウルトラQ』（1966年）から拝借していると述べている[39]。また、本曲と同時期には20枚目の小教典として発布された「野獣」（1996年）も制作されていた[37]。LP盤のバックカバーの楽曲解説では「神と悪魔の洗礼を受けためずらしい男。奴の名は……」と記載されている[1]。

### Side Two
1. 「悪魔組曲　作品666番ニ短調」
  1. 「序曲：心の叫び」
  2. 「第一楽章：STORMY NIGHT」
  3. 「第二楽章：悪魔の穴」
  4. 「第三楽章：KILL THE KING GHIDRAH」
  5. 「第四楽章：DEAD SYMPHONY」
  6. 「終曲：BATTLER」
聖飢魔II結成以前の1982年末に制作された曲であり、当初は「第三楽章：KILL THE KING GHIDRAH」と「第四楽章：DEAD SYMPHONY」のみで構成されていた[26]。その後その2曲の前に別の曲を繋げて「DEAD SYMPHONY」というタイトルでバンド「RAY」において演奏されていた[40]。1982年末の時点で「KILL THE KING GHIDRAH」および「DEAD SYMPHONY」はすでに完成しており、同時期に別の曲として「STORMY NIGHT」が制作された[41]。その後、1983年2月に浜田が新宿のラオックスへ買い物に行った帰りに立ち寄った松屋で大好物の牛丼を食べていた際に、制作中の曲をすべて繋げて「悪魔組曲」というタイトルにすることを思いついたという[41]。組曲と銘打ったためにイントロの楽曲が必要になり、その日から翌日にかけて「序曲：心の叫び」が制作されることとなった[41]。当初「悪魔組曲」は7分程度の長さであったが、組曲としてはもう少し長さが必要であると判断したことや、「STORMY NIGHT」から「KILL THE KING GHIDRAH」への流れでは唐突すぎると小暮が提案したため、「第二楽章：悪魔の穴」が小暮自身の手で制作されることになった[42]。本作のレコーディングにおいては清水が床を叩き、ギターやベースが現代音楽のようになっていると小暮が指摘したが、これについて浜田はキング・クリムゾンのアルバム『クリムゾン・キングの宮殿』（1969年）収録曲である「ムーンチャイルド（英語版）」の曲中の効果音をイメージして制作したと述べている[43]。「DEAD SYMPHONY」には当初雷鳴が入っていなかったが、小暮がジャントニオババヤシから譲り受けたシンセサイザーを偶然リハーサルの際に持ち込んでおり、雷鳴を追加したところそれを浜田が気に入ったため採用となった[44]。またデモテープ制作の段階で小暮が浜田に対して2番の歌詞を制作することを提案、他の構成員がレコーディングしている間に2番の歌詞を完成させることとなった[44]。その後タイトルが「悪魔組曲」というだけでは物足りないとの話になり、清水が本曲がニ短調であることを指摘したことから「悪魔組曲ニ短調」と変更するも、それでも物足りなさがあったことから作品番号を入れることになり、獣の数字と呼ばれる「666」を付け足してタイトルが決定されることとなった[45]。また、付け足したタイトルはすべて清水が考案したものであった[21]。その他に「DEAD SYMPHONY」の歌詞において、当初「放射能撒き散らし」としていた部分がCBS・ソニー側から問題視され「毒の粉」に変更された[35]。湯沢は「KILL THE KING GHIDRAH」のようなテンポの速い楽曲をアマチュア時代に演奏したことがなく、本作収録曲の中で唯一戸惑った楽曲であったと述べている[34]。LP盤のバックカバーの楽曲解説では「このアルバムは6月6日午後6時より録音に入ったのだ」と記載されている[1]。

## リリース、チャート成績、プロモーション
本作は魔暦紀元前14年9月21日にCBS・ソニーのFITZBEATレーベルからLPにて発布され、1988年6月22日にはCTおよびCDとしても発布された。LP盤の帯に記載されたキャッチフレーズは「抱腹絶倒! 超過激! 地獄から来た悪魔の軍団 宇宙一の超娯楽ヘヴィメタルバンド 聖飢魔II ついに地球デビュー」であった。当時聖飢魔IIが所属していたFITZBEATは中高生が購入しやすい価格設定にするため、通常のLPが3200円から3500円で販売されていたところを、ミニ・アルバムの形式で1500円という廉価で販売する方針を取っていた。そのため本作および次作『THE END OF THE CENTURY』（1986年）のLP盤はミニ・アルバム形式となっており、本作では曲数は5曲であるものの2分程度の曲と10分程度の曲を合わせて6曲相当が収録されているという変則的な構成になっていると小暮は述べている。本作のLP盤はオリコンアルバムチャートにおいて最高位第30位の登場週数17回で、売り上げ枚数は3.8万枚となった。CDおよびCTの再リリース盤は同チャートにて最高位第47位の登場週数4回で、売り上げ枚数は1.0万枚となった。結果として本作の売り上げは日本のヘヴィメタル史上初めて、総合で10万枚を突破した作品となった。また、本作は聖飢魔IIのアルバム売上ランキングにおいて第20位となった。
本作発布前の9月13日は「十三日の金曜日」ということもあり、新宿ルイードでの地球デビュー・ミサが行われ、会場には多くの聴衆が訪れる結果となった。当時は『YOUNG GUITAR』や『ロッキンf』などの音楽誌が聖飢魔IIのデビューを取り上げており、ジャパニーズ・メタルのブームが始まっていたことから、地方の音楽ファンからも一定の知名度を得ている状態であった。当時の宣伝担当は「強烈なビジュアルと、キャラクター。でもそれだけのイメージになってしまうと寿命が短い。そこへいくと聖飢魔IIは音楽的な裏付けがあるバンドだったし、雑誌で、活字だけでなく、グラビア的に積極的な露出をしていってもつぶれない。プロモーション的にはやりやすかったね。メディアの受けはすごく良かったし」と述べている。また、聖飢魔IIが初めて正式に出演したテレビ番組はフジテレビ系バラエティ番組『冗談画報』（1985年 - 1988年）であり、その後も同番組のリクエスト特集で聖飢魔IIの出演を望む声が多くあったことから、小暮は聖飢魔IIが他のヘヴィメタルバンドとは異質な存在であり、茶の間にヘヴィメタルを届ける役割を担った存在であると述べている。
2013年7月17日にソニー・ミュージック在籍時の聖飢魔IIのアルバム5作が復刻された際に、本作もリマスター盤のBlu-spec CD2仕様にて再リリースされ、同日にはソニー・ミュージック在籍時の全83曲がiTunesやmoraなどで配信が開始された。また、13作目となるオリジナルの大教典『BLOODIEST』（魔暦24年）のCD盤は本作と同じ9月21日に発布された。

## 批評
本作はハードロックおよびヘヴィメタルを中心とした音楽誌『BURRN!』誌上において、当時編集長であった酒井康から「技術はあるのに邪道に走ってしまった」という理由で0点（満100点）という評価を下された。デビュー盤が専門誌において0点と評価されることはデビューそのものを否定することになりかねず、当時は音楽関係者やロックファンの中において論争となり、後に至るまで「聖飢魔II 0点事件」として語り継がれることとなった。
ディレクターを担当していた丸沢はこの件に関して、「“0点。ありがとうございます”だよね。メタルブームがきて、その中で聖飢魔IIは突出してしまった。他のメタルバンドって、普通じゃん。聖飢魔IIだけが唯一お茶の間に入れるメタルだったよね。レコード会社的には、こうでなきゃだめだよ」と他バンドとの差別化に成功したことを肯定的に述べている。しかし宣伝担当者によると『BURRN!』は基本的に洋楽しか扱わない音楽誌であったが、それでも取材をしてもらえないかと考慮した結果、資料を入れたソニーの封筒の表に『BURRN!』というロゴを勝手に使用したものを編集長の机の上に置いておいたところ、「なんだこれは、からかっているのか?」と編集長の逆鱗に触れたという。その結果0点という論評の末に「FUCK OFF!」とまで書かれる事態になったが、宣伝担当者はしかるべきルートからクレームを入れたことを述べたほか、「そういう評価を受けるのもしょうがないとは思いましたけどね。でもね、点数はいいんだけど、FUCK OFF! はないだろうと思いましたね」と述べている。
小暮はこの件に関して、当初0点を付けられたことは不愉快に感じていたが、後に日本ロック界におけるレコード会社の姿勢に対して0点を付けたという説明を受けたと述べた上で、「ただそれが文章の中では伝わってこない」と改めて不満を述べている。さらに小暮は「これから世の中に出ていって、これで喰っていこうと思っている我々の、人ではないけれどもこれが人だったとした場合の“人の人生はあんたはどう考えているんだ”ということには腹が立った」とも述べている。他にも小暮は酒井がミサを訪れていないことを指摘、この評価によって専門誌側から一方的に線を引かれてしまったことについては損失が大きいとも述べたが、聖飢魔IIはその後専門誌読者とは異なる層から支持を受け成功したためにこの評価は直接影響しなかったとも述べ、さらに小暮はデビューから20年経過後も酒井とは面識がないと述べている。
しかし聖飢魔IIのデビュー35周年となる2020年の12月12日、川崎公演のトークにおいて「0点事件」に関するファンからの質問に構成員が返答したことをSNS上で知った現編集長の広瀬和生から、聖飢魔IIの所属事務所に対する取材の申し込みがあり、12月19日に行われた聖飢魔IIの広島公演の場に直接来場してステージ上において「35年前に先代の編集長が聖飢魔IIのデビュー大教典に0点を付けるという無礼な事をしまして本当に申し訳ございませんでした」と謝罪、35年におよぶ両者の確執に終止符が打たれることとなった。

## 収録曲
1985年にリリースされたLP盤ではA面に1～4曲目、B面に5曲目が収録されていた。1988年盤においては5曲目となる「悪魔組曲　作品666番ニ短調」は1トラックとして収録されていたが、2013年にリリースされたBlu-spec CD2版では5曲目が6つのトラックに分けられており、計10トラックとなっている。

### オリジナル盤
| #         | タイトル                | 作詞         | 作曲         | 編曲      | 時間  |
| --------- | ----------------------- | ------------ | ------------ | --------- | ----- |
| 1.        | 「魔王凱旋」            |              | ダミアン浜田 | 渡辺建    | 1:42  |
| 2.        | 「地獄の皇太子」        | デーモン小暮 | デーモン小暮 | 渡辺建    | 3:03  |
| 3.        | 「ROCK IN THE KINGDOM」 | デーモン小暮 | ダミアン浜田 | 渡辺建    | 4:35  |
| 4.        | 「X・Q・JONAH」         | ダミアン浜田 | ダミアン浜田 | 渡辺建    | 5:23  |
| 合計時間: | 合計時間:               | 合計時間:    | 合計時間:    | 合計時間: | 14:43 |

| #         | タイトル | 作詞                       | 作曲         | 編曲      | 時間  |
| --------- | --- | -------------------------- | ------------ | --------- | ----- |
| 5.        | 「悪魔組曲 作品666番ニ短調」(序曲：心の叫び～第一楽章：STORMY NIGHT～第二楽章：悪魔の穴～第三楽章：KILL THE KING GHIDRAH～第四楽章：DEAD SYMPHONY～終曲：BATTLER) | デーモン小暮、ダミアン浜田 | ダミアン浜田 | 渡辺建    | 13:27 |
| 合計時間: | 合計時間: | 合計時間:                  | 合計時間:    | 合計時間: | 13:27 |

### 2013年盤
- CDブックレットに記載されたクレジットを参照[57]。

| #         | タイトル                                                     | 作詞                       | 作曲         | 編曲      | 時間  |
| --------- | ------------------------------------------------------------ | -------------------------- | ------------ | --------- | ----- |
| 1.        | 「魔王凱旋」                                                 |                            | ダミアン浜田 | 渡辺建    | 1:41  |
| 2.        | 「地獄の皇太子」                                             | デーモン小暮               | デーモン小暮 | 渡辺建    | 3:02  |
| 3.        | 「ROCK IN THE KINGDOM」                                      | デーモン小暮               | ダミアン浜田 | 渡辺建    | 4:34  |
| 4.        | 「X・Q・JONAH」                                              | ダミアン浜田               | ダミアン浜田 | 渡辺建    | 5:20  |
| 5.        | 「悪魔組曲 作品666番ニ短調 序曲：心の叫び」                  | デーモン小暮、ダミアン浜田 | ダミアン浜田 | 渡辺建    | 1:20  |
| 6.        | 「悪魔組曲 作品666番ニ短調 第一楽章：STORMY NIGHT」          | デーモン小暮、ダミアン浜田 | ダミアン浜田 | 渡辺建    | 3:01  |
| 7.        | 「悪魔組曲 作品666番ニ短調 第二楽章：悪魔の穴」              | デーモン小暮、ダミアン浜田 | ダミアン浜田 | 渡辺建    | 1:19  |
| 8.        | 「悪魔組曲 作品666番ニ短調 第三楽章：KILL THE KING GHIDRAH」 | デーモン小暮、ダミアン浜田 | ダミアン浜田 | 渡辺建    | 0:58  |
| 9.        | 「悪魔組曲 作品666番ニ短調 第四楽章：DEAD SYMPHONY」         | デーモン小暮、ダミアン浜田 | ダミアン浜田 | 渡辺建    | 3:19  |
| 10.       | 「悪魔組曲 作品666番ニ短調 終曲：BATTLER」                   | デーモン小暮、ダミアン浜田 | ダミアン浜田 | 渡辺建    | 3:27  |
| 合計時間: | 合計時間:                                                    | 合計時間:                  | 合計時間:    | 合計時間: | 28:01 |

## スタッフ・クレジット
- CDブックレットに記載されたクレジットを参照[58]。

### 聖飢魔II
- デーモン小暮 – ボーカル
- エース清水 – ギター
- ジェイル大橋 – ギター
- ゾッド星島 – ベース
- ライデン湯沢 – ドラムス

### スタッフ
- 稲垣“サタン”博司 – エグゼクティブ・プロデューサー
- 丸沢“サテュロス”和宏 – ディレクター
- 新銅康晃 – エンジニア
- 鎮西正憲 – アシスタント・エンジニア
- 吉野彰典 – アシスタント・エンジニア
- 小林光晴 – マスタリング・エンジニア
- 岩井“シャーク”周三（ミュージックチェイス） – ゼネラルマネージャー
- 平野“ナスティ”喜久雄（ミュージックチェイス） – マネージャー

- 真舘嘉浩 – アート・ディレクション、デザイナー
- 豊浦正明 – 写真撮影
- 山口けい子 – インナースリーブ・イラストレーション
- 坂屋宏幸 – ビジュアル・ディレクター
- 山本“フルーツパイポ”健也 – プロモーション・チーフ

### リイシュー盤スタッフ
- 椿洋也（ソニー・ミュージックダイレクト） – A&R
- 塩月博之（ソニー・ミュージックスタジオ東京） – マスタリング
- 佐藤秀幸（ソニー・ミュージックコミュニケーションズ） – プロダクト・コーディネーション
- 坂井智明 (Blanchic) – アートワーク・リファインメント
- 中島健作 (Blanchic) – アートワーク・リファインメント

## リリース日一覧
| No. | リリース日    | レーベル              | 規格         | カタログ番号 | 最高順位 | 備考                   | 出典                        |
| --- | ------------- | --------------------- | ------------ | ------------ | -------- | ---------------------- | --------------------------- |
| 1   | 1985年9月21日 | CBS・ソニー／FITZBEAT | LP           | 15AH-1909    | 30位     |                        | [ 3 ] [ 46 ]                |
| 2   | 1988年6月22日 | CBS・ソニー／FITZBEAT | CT           | 15KH 5062    | 47位     |                        | [ 46 ] [ 59 ]               |
| 3   | 1988年6月22日 | CBS・ソニー／FITZBEAT | CD           | 28DH-5062    | 47位     |                        | [ 46 ] [ 60 ] [ 61 ] [ 62 ] |
| 4   | 2013年7月17日 | GT music              | BSCD2        | MHCL-30098   | -        |                        | [ 63 ] [ 2 ]                |
| 5   | 2013年7月17日 | GT music              | AAC-LC       | -            | -        | デジタル・ダウンロード | [ 64 ]                      |
| 6   | 2013年7月17日 | GT music              | ロスレスFLAC | -            | -        | デジタル・ダウンロード | [ 65 ]                      |